# Лада (автомобил)
LADA (Лада) е марка руски автомобили, произвеждани в АвтоВАЗ.
До 1980-те години марката Лада се използва само за автомобилите, предназначени за износ, докато на вътрешния пазар се продават като Жигули, а след това – като „Спутник“ (следващото семейство), което се доставя за износ като „Лада Самара“ и скоро започва да се нарича така и в СССР. Понастоящем „АвтоВАЗ“ изписва марката с главни букви, само на латиница: LADA. През 2011 г. за главен дизайнер на автомобилите Lada е назначен британският дизайнер Стив Матин.
Първият модел, носещ номер 2101, е разработен по лиценз на FIAT на основата на модела FIAT 124. Впоследствие се оказва, че обикновената за руснаците дума „Жигули“ (кръстена на Жигульовските възвишения, намиращи се в близост по поречието на Волга край завода-производител) звучи неприлично на много езици (близка е до gigolo – жиголо, мъжка проститутка) и името на експортния вариант се сменя на „Lada“. Това наименование обикновено се асоциира с търговския знак на завода ВАЗ – стилизирано изображение на древна речна платноходка (на руски – ладья (ладия)), въпреки че съществува и старо руско женско име Лада.
ВАЗ 2101 е с класическо задно предаване, двигател 1200 cm³ с 58 к.с., има максимална скорост от 135 km/h и ускорява от 0 до 100 km/h за 22 s.
През 1972 г. в производство влиза по-мощна версия ВАЗ 2103 с двигател 1500 cm³ със 72 к.с. и максимална скорост 147 km/h. От средата на 70-те години до 1986 г. в производство е комби-вариант ВАЗ 2102 с 1,2- и 1,3-литрови двигатели, съответно с 60 и 63 к.с. и максимална скорост 130 km/h. През 1977 г. в производство заляга моделът ВАЗ 2121 (Нива), който модел се произвежда. През 1982 г. излиза Лада 2107, която се слави като „върхът на класиката при Ладите“. Този модел се предлага с 1,5-литров двигател със 72 к.с., има максимална скорост 145 km/h и ускорение от 0 до 100 km/h за 17 s. В края на 1984 г. е представен моделът ВАЗ 2108 (Самара) хетчбек с 3 или 5 врати, който модел поставя началото на втори етап в развитието на руския автомобилен производител с новото моделно семейство „Самара“. Това е първият модел Лада с предно предаване, произведен в бившия СССР. Самара се предлага с двигатели 1,3 и 1,5 L съответно с 63 и 72 к.с. и максимална скорост 145 и 150 km/h. След разпада на СССР АвтоВАЗ изпада в дълбока криза и само основното преструктуриране на фирмата позволява в средата на 90-те години автомобилният производител да обнови и разшири производството си. На Парижкия автосалон през 1994 г. за първи път е представен моделът ВАЗ 2110, който впоследствие се оказва родоначалник на третото поколение моделни семейства – 110.
През 2004 г. ръководството на „АвтоВАЗ“ обявява, че преминава на латиница при официалното изписване на названията на всички произвеждани от завода автомобили: пише се Lada както вместо „ВАЗ“, така и вместо „Лада“..
Производството на четвъртото моделно семейство – „Lada Kalina“ (111) – стартира през 2004 г. с три модификации – Lada Kalina 1118 (седан), Lada Kalina 1119 (хетчбек) и Lada Kalina 1117 (комби) с базов, изцяло модернизиран 1,6-литров двигател, 8 клапана.
От 2007 г. вече се продава новият модел „Lada Priora“ – седан, 1,6 L, 16 клапана, инжекторен.
В края на декември 2011 г. „АвтоВАЗ“ започна продажбата на новата кола „Lada Granta“, построена на платформата на „Lada Kalina“. Lada Granta е автомобил с предно предаване, създаден на основата на Lada Kalina, за да замени едновременно Lada 2107, Lada Samara и Lada Kalina. Новият модел се отличава с просторно купе и голям багажник, а конструкцията му е разработена с помощта на цифрови технологии и методика на Renault-Nissan. Специално за Lada Granta е разработен нов 1,6-литров двигател с 8 клапана. Той изисква средно по 7,2 L гориво на 100 km и позволява движение с максималната скорост от 167 km/h.
През 2012 г. Алиансът Renault-Nissan придоби дял от 75% от АвтоВАЗ, като Renault ще инвестира в смесеното дружество през следващите 2 години 300 млн. долара, а Nissan – 450 млн. долара. В рамките на споразумението автомобили Renault и Nissan може да бъдат произвеждани заедно с модели на Lada в завода в руския град Толиати.

## Актуални модели
Имената са посочени в съответствие със съвременната заводска класификация. Вътрешнозаводските означения от вида  ВАЗ-XXXX  са дадени в скоби. Ако типът на каросерията или броя на вратите (за хечбек) не са включени в заводското наименование на модела, те са посочени отделно.

### 2018 – LADA Granta
- LADA Granta седан
- LADA Granta лифтбек
- LADA Granta хечбек
- LADA Granta комби
  - LADA Granta Cross

#### 2016 – LADA XRAY
- LADA XRAY

#### 2015 – LADA Vesta
- LADA Vesta sedan

#### 2012 – LADA Largus
- LADA Largus wagon
  - LADA Largus Cross
- LADA Largus van

#### 2007 – LADA Priora
- LADA Priora sedan

#### 2013 – LADA Kalina 2
- LADA Kalina hatchback
  - LADA Kalina Sport
- LADA Kalina wagon
  - LADA Kalina Cross

#### 2011 – LADA Granta
- LADA Granta sedan
  - LADA Granta Sport
- LADA Granta liftback

#### 2014 – LADA 4x4
- LADA 4x4 3D
  - LADA 4x4 3D Urban
- LADA 4x4 5D
  - LADA 4x4 5D Urban

## Снети от производство

### 1970 – „Класика“ (семейство „Жигули“)
- Lada 2101 (ВАЗ-2101)
- Lada 2102 (ВАЗ-2102)
- Lada 2103 (ВАЗ-2103)
- Lada 2106 (ВАЗ-2106)
- LADA 2105 (ВАЗ-2105)
- LADA 2104 (ВАЗ-2104)
- LADA 2107 (ВАЗ-2107)

### 1987 – „Ока“
- LADA Oka (ВАЗ-1111)

### 1984 – Семейство „Samara“
- LADA Samara (ВАЗ-2108) – хечбек с 3 врати
- LADA Samara (ВАЗ-2109) – хечбек с 5 врати
- LADA Samara (ВАЗ-21099) – седан

### 1996 – Семейство 110
- LADA 110 (ВАЗ-2110) – седан
- LADA 111 (ВАЗ-2111) – универсал
- LADA 112 (ВАЗ-2112) – хетчбек с 5 врати
- LADA 112 Coupe (ВАЗ-21123) – хетчбек с 3 врати

### 1997 – Семейство „Samara 2“
- LADA Samara (ВАЗ-2113) – хечбек с 3 врати
- LADA Samara (ВАЗ-2114) – хечбек с 5 врати
- LADA Samara (ВАЗ-2115) – седан

### 1998 – Nadezhda
- LADA 2120 (ВАЗ-2120)

### 2004 – Kalina
- LADA Kalina sedan
- LADA Kalina hatchback
  - LADA Kalina Sport
- LADA Kalina universal

### 2007 –Priora
- LADA Priora sedan
- LADA Priora Coupe
- LADA Priora universal

## Галерия
- Lada 2103 и 2101
- Lada 2103
- LADA 2104
- Състезателна LADA 2105 в Унгария
- LADA 4x4
- LADA Samara
- LADA 110 на изложение в Женева
- LADA Kalina
- LADA Vesta SW Cross